# Konrad Raum
Konrad Raum (* 20. August 1917 in Bayreuth; † 12. Juni 2008 in Kirchheim unter Teck) war ein deutscher Landschaftsmaler, Zeichner und Graphiker. In seinen Zeichnungen verbinden sich Elemente des Impressionismus, des Realismus und des Expressionismus.

## Leben
Raum studierte an der Akademie der Bildenden Künste Stuttgart. Zu seinen Lehrern zählten Peter Jakob Schober (1897–1983) und Hermann Mayrhofer-Passau (1901–1976). Konrad Raum war Hitlerjugendführer während der Zeit des Nationalsozialismus. Ab 1938 diente er in der Wehrmacht.

## Künstlerisches Schaffen
Durch die Vermittlung seiner Stuttgarter Lehrer kam Raum mit dem Impressionismus und dem expressiven Realismus in Berührung. Diese Elemente verband er in einer einzigartigen Mischung von impressiver Spontaneität, realistischer Wiedergabe der Landschaft und expressiver Projektion seelischer Zustände auf die Natur. Sein hauptsächliches Arbeitsgebiet waren die Landschafts- und Städtezeichnungen sowie die Lithographien. Zu seinem Werk heißt es in dem Band Zeichnungen, der aus Anlass des 75. Geburtstags des Künstlers erschien:

„Konrad Raum verleiht ihr [der Landschaft] in kühnen, weit ausholenden Schwüngen, in modulierenden Umrissen, in zart aufklingenden oder hart und isoliert stehenden Zeichen, in wilden Schraffuren und ekstatisch vorgetragenen Strichknäueln unmißverständlich und einmalig Gestalt und Gewicht. Indem er Bewegungen, Rhythmisierungen und Räume in den Blick nimmt, indem er Erscheinungen reflektiert, ja meditiert, sie in seiner Kürzelschrift faßt und auf diese Weise in ihrer Einmaligkeit festhält oder erst eigentlich sichtbar macht, leistet er in der Übersetzung und Deutung des Geschauten, Erlebten, tief innerlich Gewußten etwas, das in seiner Bedeutung dem der abstrakten Stellungnahme gleichkommt. Die Publikation belegt das Ringen um die Landschaft über einen Zeitraum von beinahe fünfzig Jahren. Die exemplarische, repräsentative Bildauswahl steht für ein großes, vielfältiges, bei aller motivischen Begrenzung facettenreiches, ständig wachsendes Oeuvre. In kleinen, fast unmerklichen Wandlungen vollziehen sich Entwicklungen. Der Weg von der künstlerisch ausschweifenden Erzählung bis hin zur geheimnisvollen, bisweilen kryptischen Handschrift in Kürzeln und Zeichen durchmißt fast ein ganzes Leben.“

## Ausstellungen
- 1943 Ausstellung „Junge Kunst im Deutschen Reich“ im Wiener Künstlerhaus vom 7. Februar bis 28. März 1943
- 3. August – 7. September 2008: Ausstellung zum 90. Geburtstag des Künstlers. Eröffnung am 3. August um 11 Uhr, Städt. Galerie im Kornhaus, Kirchheim unter Teck
- KONRAD RAUM (1917–2008) – CHOREOGRAPHIE DER LANDSCHAFT" vom 12. November 2017 bis 7. Januar 2018 Städtische Galerie im Kornhaus Kirchheim unter Teck

## Werke in öffentlichen Institutionen, Museen und Sammlungen
- Stadtpanorama, SPD Bürgertreff Bendorf
- Sammlung Doris Nöth

## Auszeichnungen
- Albrecht-Dürer-Preis der Stadt Nürnberg